# Tundra magallánica

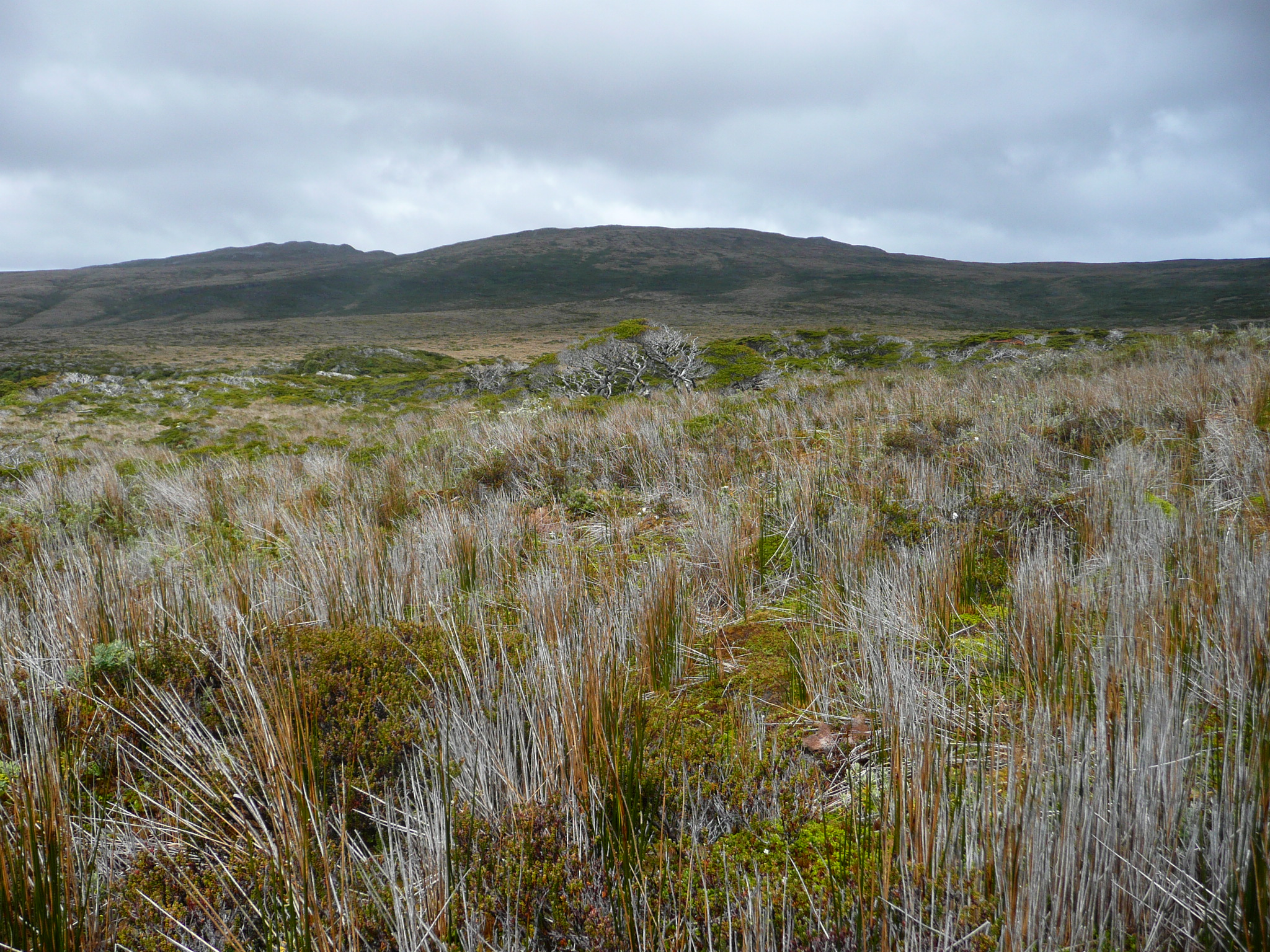
Tundra magallánica en la isla Herschel, parque nacional Cabo de Hornos.

La tundra magallánica es una ecorregión exclusiva de Chile existente en la zona occidental de los archipiélagos patagónicos al sur de la latitud 48 °S. Se caracteriza por altas precipitaciones con una vegetación de matorrales, turberas y parches de bosque en áreas más protegidas. Son comunes las plantas en cojín, las herbáceas y las briófitas.
En la actualidad existen valores atípicos en la tundra magallánica tan al norte como en las tierras altas de la cordillera del Piuchén (latitud 42° 22' S) en la isla de Chiloé. Durante la glaciación de Llanquihue, la tundra magallánica se extendió hasta las tierras bajas no glaciarizadas de Chiloé y más al norte hasta las tierras bajas de la zona lacustre del sur de Chile. (latitud 41 °S).
La clasificación de la tundra magallánica ha demostrado ser problemática, ya que el sustrato, las bajas temperaturas y la exposición al océano influyen en su desarrollo. Por lo tanto, puede calificar como tundra polar o brezales.

## Flora
Edmundo Pisano identifica las siguientes comunidades vegetales para la tundra magallánica: ciénagas (de Sphagnum y de Juncus, además de ciénagas de otros musgos y hepáticas); tundras de fangos de higrófitas, especies montanas y tundra arbustiva enana y briófita; gramíneas y tundras leñosas de Synusia.
Las zonas boscosas de la tundra magallánica consisten de especies arbóreas tales como Nothofagus betuloides (coigüe de Magallanes), Drimys winteri (canelo), Pseudopanax laetevirens (sauco del diablo), Embothrium coccineum (notro), Maytenus magellanica (maitén), Pilgerodendron uviferum (ciprés de las Guaitecas) y Tepualia stipularis (tepú).

## Suelos y clima
Al igual que las tundras boreales el clima es muy lluvioso pero es tan frio que impide el crecimiento de bosques por lo que los suelos suelen ser ricos en césped y materia orgánica y pobres en bases. A menudo también están saturados de agua. Granitoides, esquistos y antiguas rocas volcánicas conforman el basamento sobre el que se desarrollan los suelos. Cualquier regolito existente previamente ha sido erosionado por las glaciaciones del Cuaternario. No es raro que las superficies de rocas desnudas estén expuestas en el interior de las islas.
El clima donde crece la tundra magallánica se puede definir como oceánico, nevado e isotérmico con veranos frescos y ventosos. En la clasificación climática de Köppen tiene un clima de Tundra ET.